# ماهیان دم‌پرچمی
دم پرچمی (نام علمی: Kuhliidae) نام یک تیره از راسته سوف‌ماهی‌سانان است.